# Ighil Ali (distrito)
Ighil Ali é um distrito localizado na província de Bugia, Argélia, e cuja capital é a cidade de mesmo nome, Ighil Ali. Em 2008, a população total do distrito era de 24 089 habitantes.[carece de fontes?]

## Municípios
O distrito está dividido em duas comunas:
- Ighil Ali
- Aït-R'zine